# Ross 47
Ross 47 is een vlamster in het sterrenbeeld Orion met een spectraalklasse van M4.V. De afstand van Ross 47 (schijnbare magnitude 11,51) is 18,89 lichtjaar. De ster is een BY Draconis-veranderlijke.
De naam van de ster verwijst naar een catalogus van sterren met grote eigenbeweging van Frank Elmore Ross uit 1925.